# توتل (واشینگتن)
توتل (به انگلیسی: Toutle) یک منطقهٔ مسکونی در ایالات متحده آمریکا است که در شهرستان کائولیتز، واشینگتن واقع شده‌است. توتل ۱۵۲٫۱ متر بالاتر از سطح دریا واقع شده‌است. توتل از شهرهای مرزی ایالت واشینگتن محسوب می‌شود.